# Josef Kubalík
Josef Kubalík (26. června 1911 Vrhaveč – 5. května 1993 Praha) byl český katolický kněz, vysokoškolský pedagog, teolog, filosof a religionista.

## Život
Středoškolské vzdělání, které zakončil maturitou v roce 1929, získal na státním reálném gymnáziu v Klatovech. Dále pokračoval studiem teologie na bohoslovecké fakultě Karlovy univerzity v Praze, kterou zakončil v roce 1934. V témže roce byl vysvěcen na kněze. Ve studiu pokračoval získal na téže fakultě doktorát teologie po předložení disertační práce s názvem De regno Dei in Vetere et Novo testamento. Byl promován 27. října 1938 a začal působit jako středoškolský profesor.
V letech 1942–1945 přenášel na Arcidiecézním bohosloveckém učilišti pražském. Po skončení II. světové války získal stipendijní studium základního bohosloví na Institut Catholique v Paříži a srovnávací vědy náboženské na École des Hautes Études tamtéž. Dále studoval v Římě na Papežské Gregoriánské univerzitě a Papežské univerzitě sv. Tomáše Akvinského zvané také Angelicum.
Na bohoslovecké fakultě Karlovy univerzity v Praze začal přednášet jako suplent základního bohosloví od 1. června 1946. Zde také 16. května 1947 měl habilitaci pro obor základní bohosloví a po předložení práce s názvem České křesťanství. Církev Kristova a jiné náboženské společnosti v naší vlasti. se stal soukromým docentem.
Dne 11. listopadu 1949 byl navržen na mimořádného profesora základního bohosloví, ke však jmenování nedošlo. 2. října 1950 byl ustanoven státním docentem základní teologie na Římskokatolické Cyrilometodějské bohoslovecké fakultě v Praze s účinností od 1. září 1950 a vedoucím katedry křesťanské filosofie a základního bohosloví. 30. ledna 1951 byl jmenován profesorem základního bohosloví s účinností od 1. ledna 1951. Dne 16. února 1952 byl jmenován katedrovým profesorem s účinností od 1. ledna 1952. Jeho akademické působení bylo ukončeno 30. června 1976, kdy odešel do důchodu. V akademickém roce 1976–1977 v rámci tzv. "čestného roku" vyučoval jako lektor srovnávací vědy náboženské. 
V roce 1975 byl jmenován kanovníkem Kolegiátní kapituly Všech svatých na hradě Pražském. V roce 1985 byl jmenován děkanem a v roce 1987 proboštem Kapituly.
Od 1. října 1990 až do smrti byl profesorem religionistiky na Katolické teologické fakultě Univerzity Karlovy v Praze. Zemřel 5. května 1993 v Praze.